# 克氏柄八角魚
克氏柄八角魚，為輻鰭魚綱鮋形目杜父魚亞目八角魚科的其中一種，為溫帶海水魚，分布於西北太平洋日本海北部至鄂霍次克海南部海域，棲息深度30-190公尺，體長可達14.4公分，棲息在底層水域，生活習性不明。